# Anna Llenas
Anna Llenas (Barcelona, 20 de desembre de 1977) és una il·lustradora i autora infantil catalana. És llicenciada en Publicitat i relacions públiques per la Universitat Autònoma de Barcelona i graduada en Disseny gràfic per l'Escola Superior de Disseny i Art Llotja.
Abans de dedicar-se a escriure llibres per a infants va treballar en el món de la publicitat.
La seva obra més coneguda és El Monstre de colors àlbum il·lustrat publicat originalment en català i castellà per l'editorial Flamboyant i que és el llibre de literatura infantil i juvenil en català més traduït a altres llengües i un dels deu llibres més traduïts del còmput global.

## Obra publicada
- La ratolina al circ (Lynx, 2010)
- El monstre de colors (Flamboyant, 2012)
- El monstre de colors colorejable (Flamboyant, 2012)
- Diario de las emociones (Paidós, 2014)
- T'estimo (quasi sembre) (Estrella Polar, 2015)
- El buit (Lumen, 2015)
- Si jo fos un gat (Estrella polar, 2016)
- Laberint de l'ànima (Grup 62, 2016)
- L'agenda del monstre de colors (Flamboynat, 2016)
- Talpet terratrèmol (Beascoa, 2017)
- El sol fa tard (El cep i la nansa, 2017)
- El monstre de colors va a l'escola (Flamboynat, 2018)
- Mama (Estrella Polar, 2020)
- La joya interior (Lumen, 2021)
- El buit (Lumen, 2022)